# نیکولاس کوک
نیکولاس کوک (Nicholas Cooke) (زادهٔ ۳ فوریه ۱۷۱۷ – درگذشتهٔ ۱۴ سپتامبر ۱۷۸۲)، فرماندار مستعمره رود آیلند و کشتزارهای پراویدنس در جریان جنگ انقلاب آمریکا بود و پس از اینکه رود آیلند به یک ایالت مجزا مبدل شد، وی در سمت خود باقی مانده و نخستین فرماندار ایالت رود آیلند گردید. او که در شهر دریایی پراویدنس متولد گردد، از اوایل زندگی با دریا سروکار داشت و در نهایت ناخدای کشتی شد. شغل وی به عنوان ناخدا او را به‌سوی تجارت برده کشاند و در این تجارت خود بسیار موفق گردید، در عین حال او تجارت‌های مشروب‌سازی و طناب‌سازی نیز داشت. وی در نقاشی هجو آمیز دهه ۱۷۵۰ جان وودز تحت عنوان ناخداهای دریا در حال نوشیدن در سورینام، به عنوان یک بازرگان ثروتمند نقاشی شده‌است.
کوک برای نخستین بار زمانی به‌طور فعال وارد سیاست شد که در ۱۷۵۲ میلادی به عنوان دستیار شهر پراویدنس انتخاب گردید و به‌طور مجموع برای چهار سال در این سمت خود باقی ماند. او در دهه ۱۷۶۰ میلادی بیشتر انرژی خود را به کارهای بازرگانی و حکومتداری محلی وقف نموده و در ۱۷۶۶ میلادی از کلیسای کنگره‌گرای خود نمایندگی نمود تا این کلیسا بتواند به معتمد یک کالج جدید که بعداً به‌نام دانشگاه براون معروف شد، در رود آیلند مبدل شود. در ۱۷۶۸ میلادی وی به عنوان معاون فرماندار مستعمر رود آیلند تحت فرمانداری جوسیاس لیندون انتخاب گردید. او پس از یک سال از این سمت خود کنار رفت، اما در ۱۷۷۵ میلادی زمانی که جنگ با بریتانیای کبیر آغاز شد، او بار دیگر به عنوان معاون فرماندار انتخاب شد، اما این بار تحت فرماندار جوزف وانتون. وانتون بنا بر همدلی که با وفاداران داشت به‌طور رسمی در نوامبر ۱۷۷۵ از فرمانداری عزل گردید و کوک به‌جای وی فرماندار شد. زمانی که کوک در ماه مه ۱۷۷۶ مجدداً به عنوان فرماندار انتخاب گردید، مهمترین اقدام وی در زمان فرمانداری‌اش اتفاق افتاد: بر مبنای فرمان مجلس عمومی، مستعمره رود آیلند و کشتزارهای پراویدنس به‌طور رسمی ارتباط خود با بریتانیای کبیر را قطع کرد، این کار در واقع دو ماه قبل از امضاء اعلامیه استقلال توسط ۱۳ مستعمره آمریکایی صورت گرفت.
در جریان نزدیک به سه سال فرمانداری کوک، او مجبور بود به‌طور مداوم با مسائلی ناشی از جنگ با بریتانیا دست و پنجه نرم کند. یکی از سخت‌ترین شرایط، زمانی بود که بریتانیا نیوپورت را تصرف و اشغال نمود و این مکان باید قبل از اینکه نیروهای بریتانیایی به محل می‌رسیدند، تخلیه می‌گردید. جنگ عواقب سنگینی برای کوک داشت و در ۱۷۷۸ میلادی او انتخاب مجدد به عنوان فرماندار را رد نموده و ویلیام گرین جایگزین او شد. کوک چهار سال بعد از بازنشستگی به حیات خود ادامه داده و در نوامبر ۱۷۸۲ در پراویدنس درگذشت. او در قبرستان نورت بوریال گراوند در پراویدنس به خاک سپرده شده‌است.

## اوایل زندگی
نیکولاس کوک در ۳ فوریه ۱۷۱۷ در شهر پراویدنس در مستعمره رود آیلند و کشتزارهای پراویدنس به دنیا آمده و فرزند دانیل کوک و مری پاوَر بود. او از اوایل زندگی خود به دریا رفت و در نهایت ناخدای کشتی شد، شغلی که منتج به حرفه بعدی وی به عنوان بازرگان شد. او در عین حال تجارت مشروب‌سازی و طناب‌سازی نیز داشت. پس از کسب ثروت، او دارایی‌های خود را در زمین و املاک در رود آیلند، ماساچوست و کنکتیکوت سرمایه‌گذاری کرد.
کوک فعالیت خود در عرصه سیاسی را برای نخستین بار در ۳۵ سالگی پس از اینکه در ۱۷۵۲ میلادی به عنوان دستیار در شهر پراویدنس انتخاب گردید، آغاز نموده و پس از آن سه بار دیگر در جریان هفت سال مجدداً به این سمت انتخاب شد. در اواسط دهه ۱۷۵۰ میلادی، نقاش اهل بوستون جان گرینوود گروهی از ناخداهای کشتی و بازرگانان را تا سورینام در کرانه شمال‌شرقی آمریکای جنوبی همراهی کرد. تجارت اموال معمولاً زمان گیر بود و از اینرو مردان اغلب در می‌خانه‌ها منتظر می‌ماندند. گرینوود که از سوی بازرگانان مأموریت داشت تا یک نقاشی هجو آمیز خلق نماید، یک صحنه می‌خانه‌ای متشکل از ۲۲ شخصیت را ابداع نموده و خود را در میان بازرگانان ثروتمند به نمایش گذاشت، کاری که ناشی از «تأثیرات مستی شراب و بلندپروازی اقتصادی» بود. منابع مختلف توافق دارند که کوک همان مردی است کلاه بر سر دارد، در عقب میز نشسته‌است، رو به طرف راست و از لوله سگار می‌کشد.
کوک در ۱۷۶۶ میلادی عضو هیئت امنای کالج جدید در رود آیلند که بعداً معروف به دانشگاه براون شد، بوده و تا هنگام مرگ خود در این سمت خدمت کرد. به عنوان عضو هیئت امنا، وی از یک کلیسای کنگره‌گرایان که او از ۱۷۴۷ میلادی به بعد عضویت آنرا داشت، نمایندگی می‌کرد.
در ۱۷۶۸ میلادی، کوک معاون فرماندار مستعمره تحت فرمانداری جوسیاس لیندون شد، اما هر دو مرد یک سال بعد سمت‌های خود را ترک کردند. زمانی که مشکلات با بریتانیای کبیر بدتر شد و کنگره قاره‌ای شکل گرفت، کوک رئیس کمیته بازرسی پراویدنس شد. او مسئول نظارت از شهر بود تا اطمینان حاصل شود که این شهر از اعلامیه‌های کنگره در ارتباط به تجارت با بریتانیای کبیر پیروی می‌نماید. برخی از احکام شامل متوقف‌سازی تجارت برده؛ توقف خریداری چای؛ متوقف‌سازی تمامی واردات و صادرات به بریتانیا؛ فروش کالاها به قیمت مناسب و ممانعت از مسابقه اسب دوانی، گیم بازی کردن، نمایش‌های گران‌قیمت و مراسم خاکسپاری گران‌قیمت بود.
در ماه مه ۱۷۷۵، کوک بار دیگر به عنوان معاون فرماندار انتخاب گردیده و جوزف وانتون برای هفتمین بار فرماندار شد. با این همه، وانتون در ارتباط به بریتانیای کبیر موضعی بسیار محافظه‌کارانه داشت و نمی‌خواست تا ارتباط‌های را که مستعمرات را با کشور مادر وصل می‌نماید، قطع کند. همزمان، مجلس عمومی یک موضع قوی به‌سوی استقلال اتخاذ نموده و چهار مورد را بر علیه وانتون با جزئیات مشخص نمودند، کاری که پس از آن قاضی‌ها از ارایه سوگند وفاداری به وانتون در جریان جلسه ماه ژوئن آنها، منع شدند. وانتون طرح ایجاد ارتش ۱۵۰۰ نفری را تأیید نکرد، مأموریت افسران را امضاء نکرد، از صدور اعلامیه برای روز صیام که توسط مجلس مشخص شده بود خودداری نموده و سوگند وفاداری یاد نکرد. وانتون دلایل خود را در رابطه با این چهار مسئله طی نامه‌ای به مجلس ارایه نمود، اما هیچ اثری در پی نداشت. بدون احضار به دادگاه، سمت وانتون موقتاً تعلیق گردیده و کوک به عنوان سرپرست فرماندار به‌جای وی انتصاب یافت. فرمان تعلیق علیه وانتون در جریان هر جلسه مجلس الی ماه نوامبر تمدید می‌گردید، اما به دلیل عدم کسب رضایت مجلس و ادامه دادن به همدلی خود با طرفداران بریتانیا (توری‌ها)، او به‌طور رسمی در ۷ نوامبر ۱۷۷۵ از سمت خود برکنار گردید. کوک به عنوان فرماندار و ویلیام برادفورد و بریستول به عنوان معاون فرماندار انتخاب گردیده و الی مدت باقی‌مانده دوره فرمانداری وانتون در این سمت خدمت نمودند تا اینکه کوک مجدداً برای دو دوره یک ساله دیگر انتخاب شد.

## ارجاعات
1. 1 2 3  Bicknell 1920, p. 1095.
2. ↑  Nicholas Cooke Papers.
3. 1 2  Bicknell 1920, p. 1096.
4. 1 2 3 4  American Stories.
5. ↑  Colonial Merchants.
6. ↑  Bicknell 1920, p. 1099.
7. ↑  Bicknell 1920, p. 1096–7.
8. 1 2  Arnold 1894, p. 347.
9. 1 2  Bicknell 1920, p. 1097.
10. ↑  Arnold 1894, p. 350.
11. 1 2  Arnold 1894, p. 361.

### کتابشناسی
- Arnold, Samuel Greene (1894). History of the State of Rhode Island and Providence Plantations. Vol. 2. Providence: Preston and Rounds. ISBN 978-1-4290-2276-7.
- Bicknell, Thomas Williams (1920). The History of the State of Rhode Island and Providence Plantations. Vol. 3. New York: The American Historical Society. pp. 1089–95.
- "American Stories: Paintings of Everyday Life, 1765–1915". Retrieved July 16, 2011.
- "Colonial American Merchants Satirized in Art" (PDF). Retrieved July 16, 2011.
- Rhode Island Historical Society. "Nicholas Cooke Papers". Retrieved July 17, 2011.